# Тржишна капитализација
Тржишна капитализација је тржишна вредност издвојених акција предузећа којом се тргује на берзи.
Тржишна капитализација једнака је цени акције помноженој са бројем издатих акција. Будући да се неотплаћене акције купују и продају на јавним тржиштима, капитализација би се могла користити као показатељ јавног мњења о нето вредности компаније и одлучујући је фактор у неким облицима процене залиха.